# بيغرضايي (مقاطعة غيلانغرب)
بيغرضايي (بالفارسية: بیگ‌رضایی) هي قرية تقع في كرمانشاه في إيران. يقدر عدد سكانها بـ 530 نسمة بحسب إحصاء 2016.